# Magdalenenfriedhof (Burgdorf)

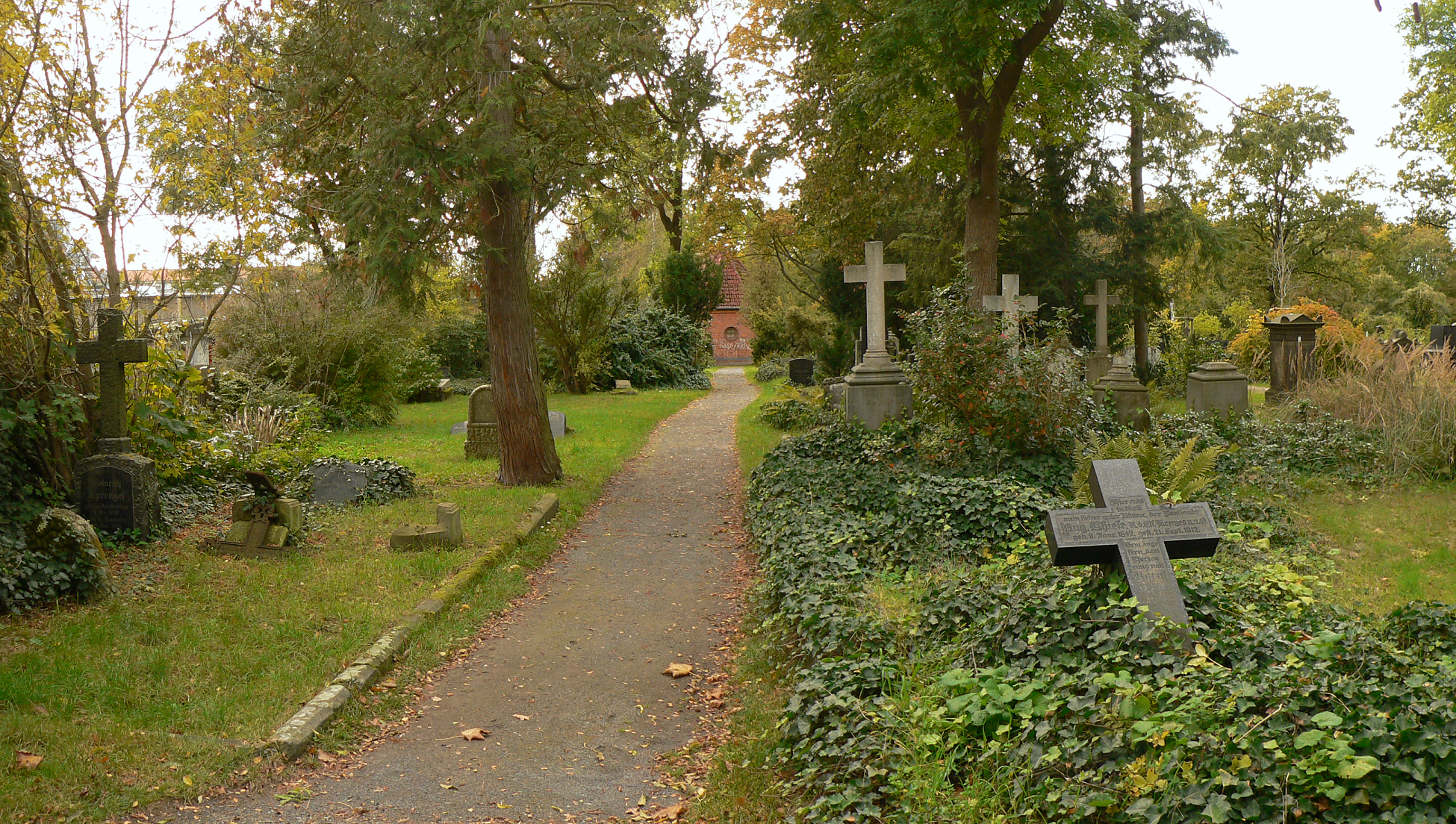
Hauptweg des Friedhofs zur Magdalenenkapelle

Der Magdalenenfriedhof ist ein historischer und denkmalgeschützter Friedhof in Burgdorf in Niedersachsen. Er wurde im späten 16. Jahrhundert angelegt und 1940 geschlossen.
Bis ins 16. Jahrhundert wurden Bestattungen auf dem Kirchhof der St. Pankratius-Kirche im Ortszentrum vorgenommen. Bereits bei der Pest-Epidemie von 1564 stieß der Kirchhof an seine Kapazitätsgrenze. Als 20 Jahre später erneut die Pest aufkam, wurde außerhalb der Stadtbefestigung ein neuer Friedhof angelegt und 1584 eingeweiht.
Auf dem Friedhof entstand 1583 die Gräfin Magdalenenkapelle als Friedhofskapelle. Sie war nach der Stifterin, der Gräfin Magdalene von Bentheim-Steinfurt (1540 – 1586) benannt. Die Kapelle wurde 1815 wegen Baufälligkeit abgerissen. 1868 wurde auf dem Friedhof an einer weiter westlich gelegenen Stelle die Magdalenenkapelle erbaut. Daran anlehnend wird der Friedhof als Magdalenenfriedhof bezeichnet. 

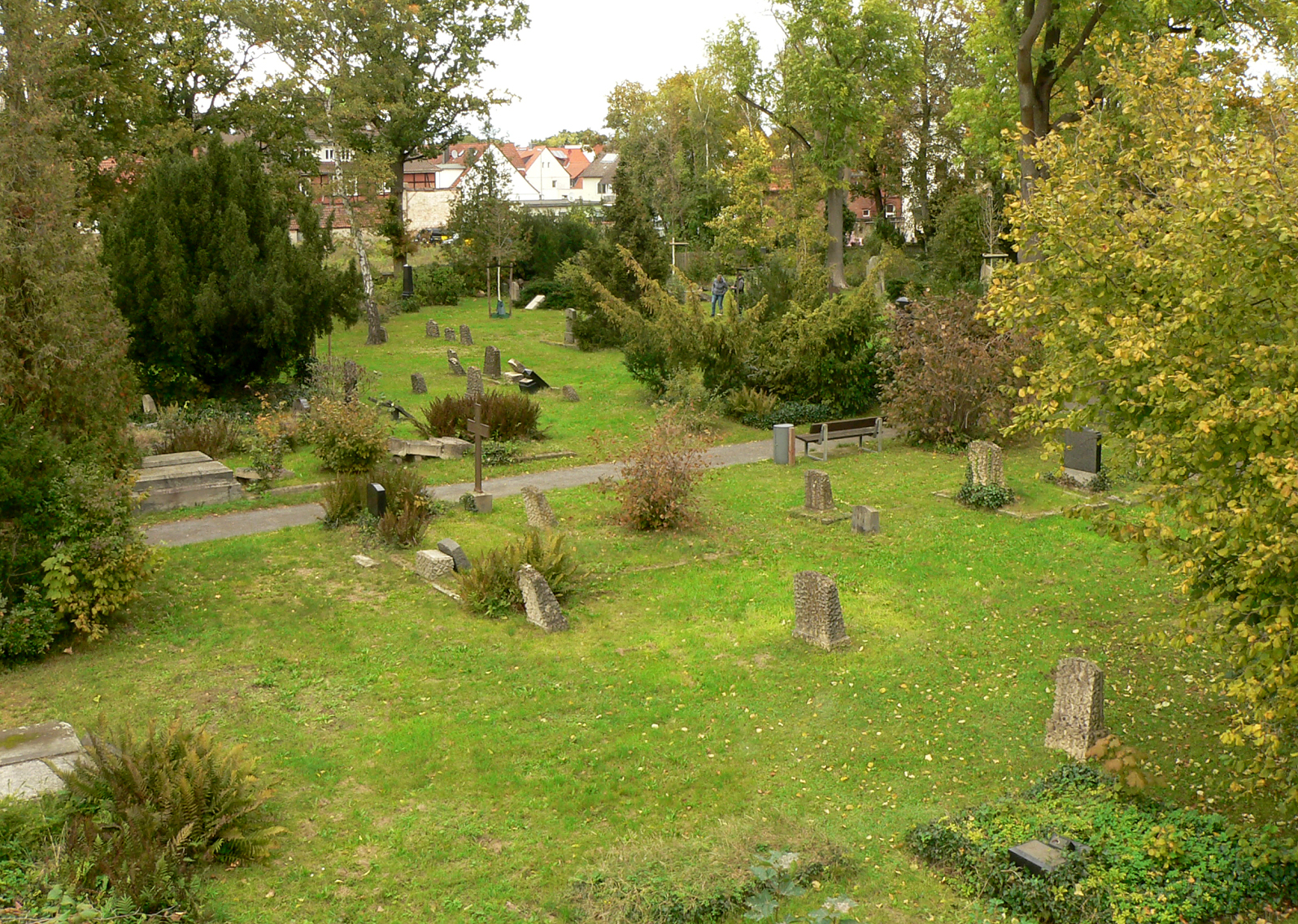
Blick von der Hochstraße auf den Magdalenenfriedhof

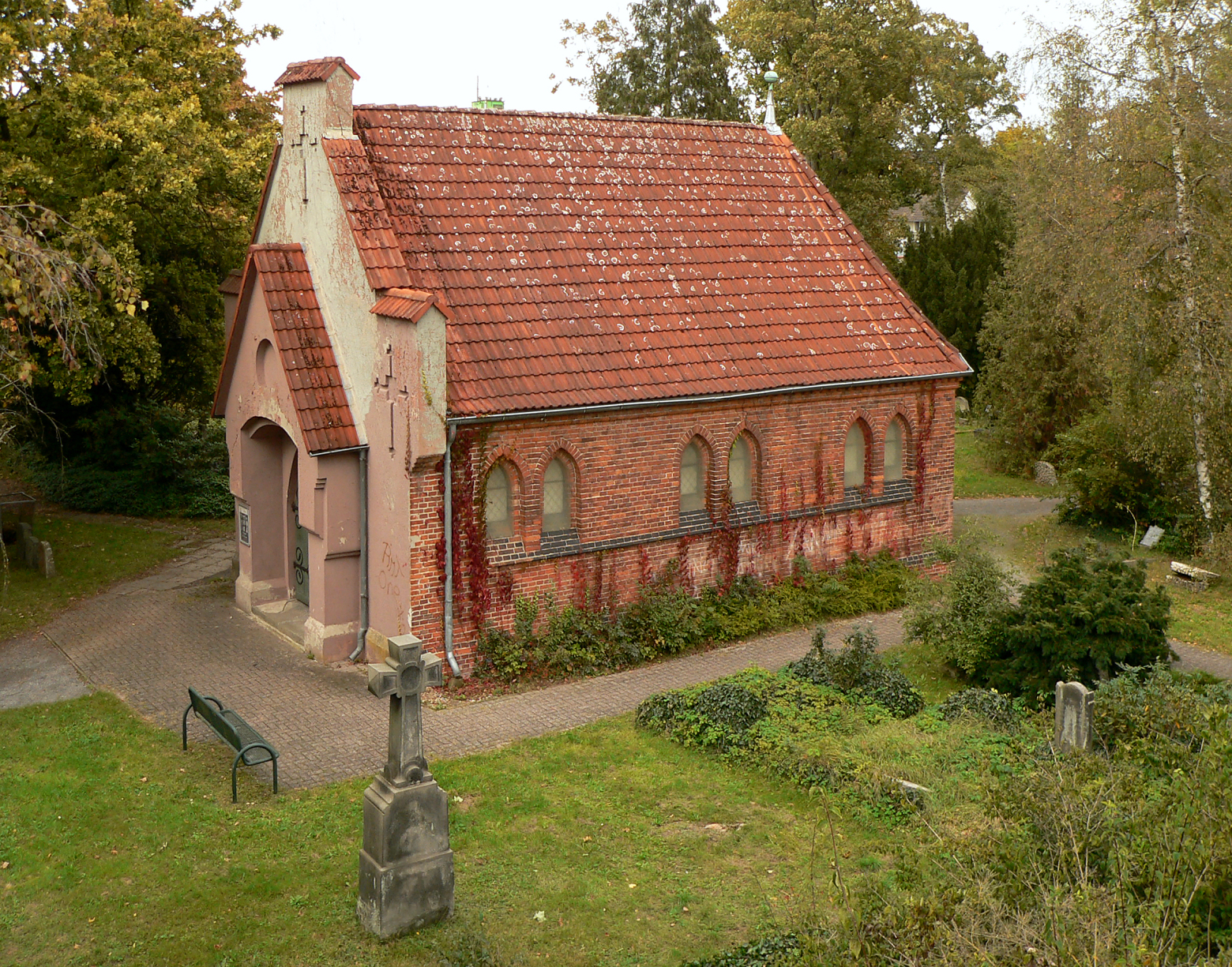
Magdalenenkapelle auf dem Friedhof

Beim Bau der Hochstraße über die Eisenbahnstrecke in Burgdorf hatte der Friedhof 1973 im südlichen Bereich Flächeneinbußen hinzunehmen. Dabei kam es zu Umbettungen. Heute sind auf der Friedhofsanlage über 700 Grabstellen dokumentiert, wovon 630 identifizierbar sind.
Der älteste erhaltene Grabstein ist von 1713. Unter den Bestatteten sind zahlreiche prominente Persönlichkeiten der Stadt, darunter die Theologen Philipp Spitta und Johann Heinrich Heinrichs.
Nach der Schließung des Friedhofs 1940 gab es bis 1970 noch einzelne Beerdigungen in bestehenden Grabstellen und danach nur noch Urnenbestattungen, zuletzt 2001. Seit 1987 steht der Friedhof unter Denkmalschutz. Heute ist er ein öffentlicher Park.